# Bautahaugen Samlinger
Bautahaugen Samlinger ist ein kleines Freilichtmuseum in Helldalen, Gemeinde Sør-Aurdal im norwegischen Fylke Innlandet.
Das Museum wurde 1902 vom ortsansässigen Händler Erik J. Bergsrud (1848–1915) und dem Bauern Elling Goplerud (1864–1932) gegründet. Es liegt in einem kleinen Wald im Ortskern von Hedalen etwas unterhalb der Stabkirche Hedalen.
Heute umfasst das Museum 15 historische Gebäude und etwa 2.500 Objekte meist aus Hedalen, einem der ältesten Dörfer in Valdres. Sämtliche Gebäude stammen von kleinen Bauernhöfen oder waren Jagd- und Fischerhütten bzw. Gebäude für die Milchviehhaltung in den Bergen und Tälern von Vassfaret und Vidalen.
Das Museum ist heute eine Zweigstelle des Valdres Folkemuseums.

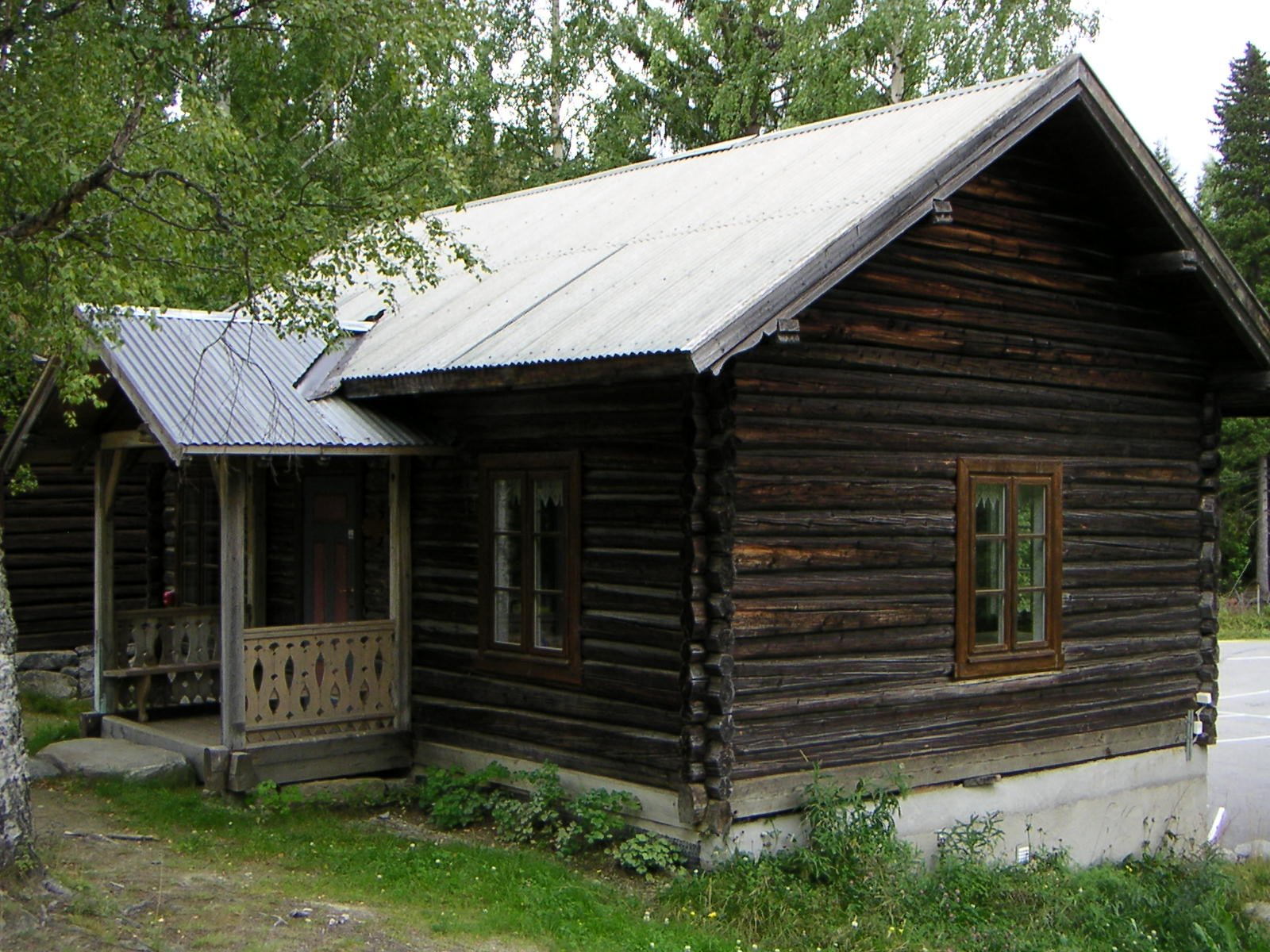
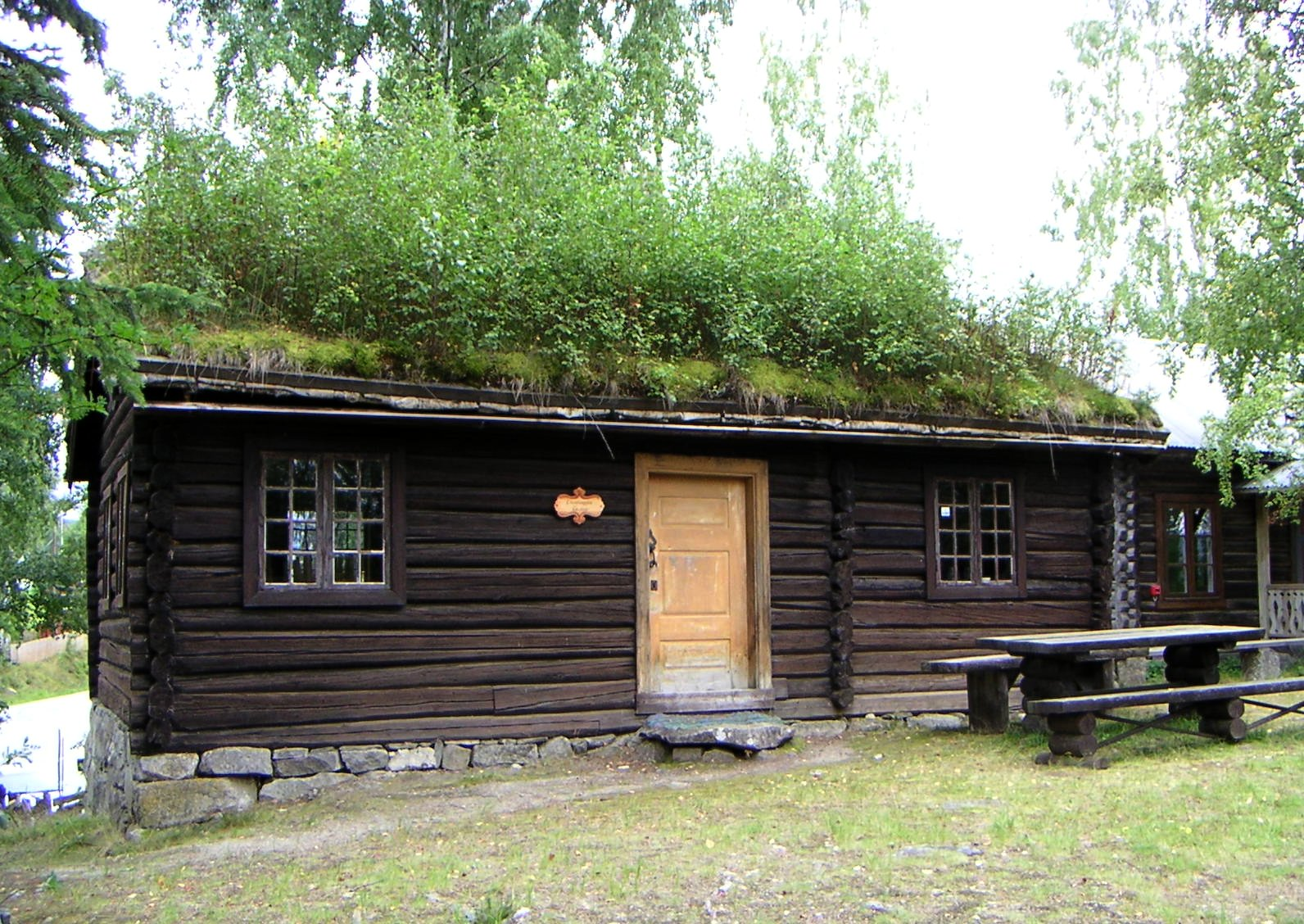
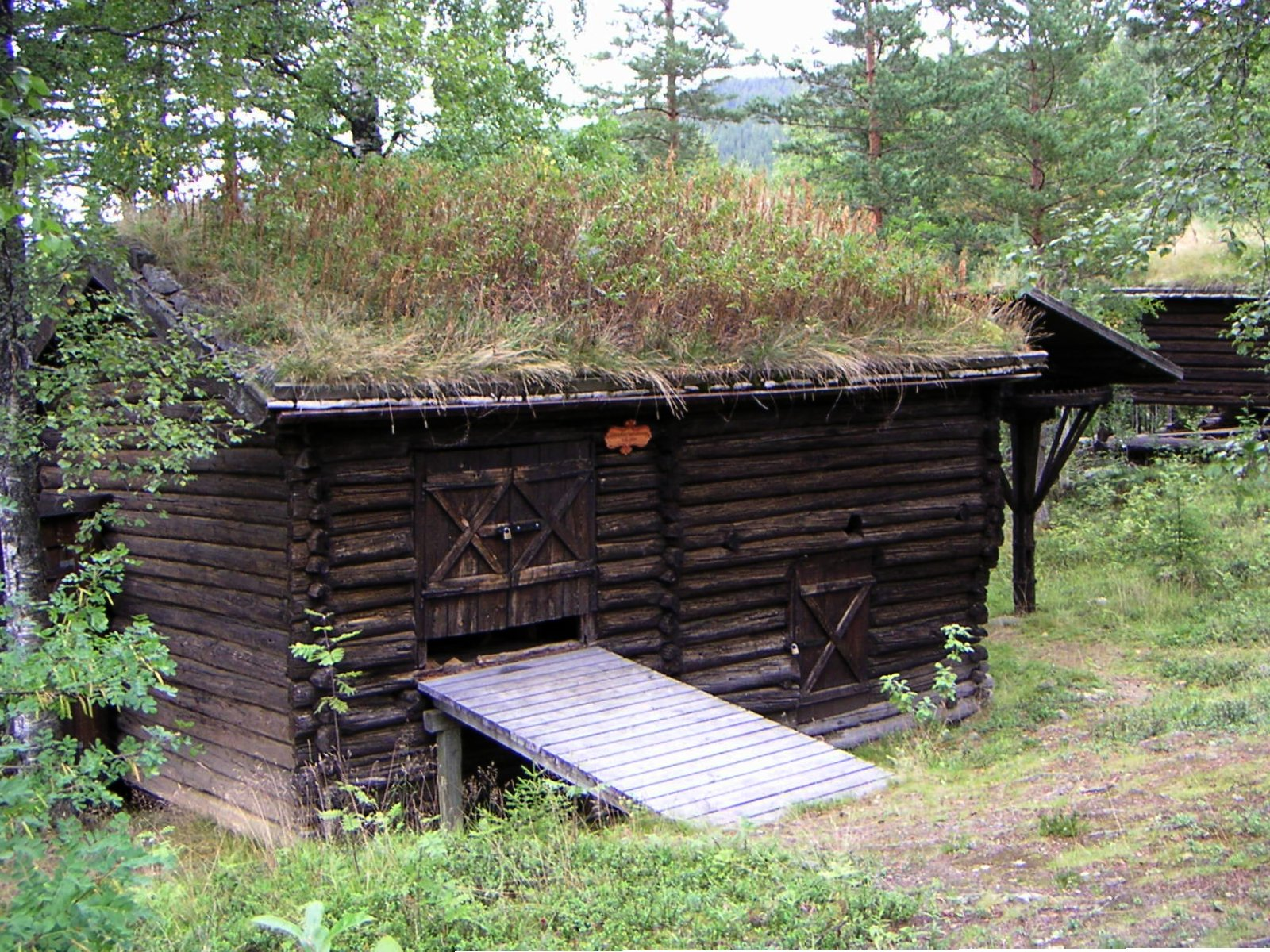